# اوتازو نو کاتا
اوتازو نو کاتا (انگلیسی: Otazu no kata; احتمالاً ۱۵۵۰ – دسامبر ۱۵۶۸) یک اونا بوگیشا در دوره سنگوکو اهل ژاپن بود. او همسر اینوئو تسوراتاتسو از ملازمان خاندان ایماگاوا بود.
پس از مرگ شوهرش، او به جای او از قلعه دفاع کرد و در نبرد با توکوگاوا ایه‌یاسو همراه با سربازان و خدمتکاران قلعه جان باخت. بر اساس این حکایت، یادداشت‌های متفرقه یوشیدا شوئین، «شینهایتای هیکینشو»، او را به عنوان یکی از جنگجویان زن و در کتاب‌های دوره میجی و دوره تایشو، مانند «پنجاه و سه ایستگاه توکایدو» از او نام برده شده و در نظر گرفته‌است. از او به عنوان یکی از زنان محترم یاد می‌شود.

## زندگی
اوتازو نو کاتا در ولایت میکاوا به دنیا آمد، تاریخ تولد او ناشناخته است، اما نظریه‌هایی وجود دارد که او در سال ۱۵۵۰ به دنیا آمده‌است. مادربزرگ جوکی نی و پدربزرگش ایماگاوا اوجیچیکا نام داشت. او در قلعه کامینوگو به فرماندهی پدرش زندگی می‌کرد. او احتمالاً خیلی جوان بااینوئو تسوراتاتسو ازدواج کرد و در امور نظامی خاندان اینوئو حضور داشت.
پدر تسوراتاتسو، اینوئو نوریتسور، در نبرد اوکه‌هازاما در سال ۱۵۶۰ درگذشت و تسوراتاتسو به عنوان ارباب «قلعه هیکوما» (قلعه هاماماتسو) جانشین او شد. نتایج نبرد اوکه‌هازاما اربابان ولایت توتومی را با مرگ ایماگاوا یوشیموتو در وضعیت آشفته‌ای قرار داد. در سال ۱۵۶۲، ای نائوچیکا به خیانت متهم شد و به دستور ایماگاوا اوجیزانه کشته شد. در سال ۱۵۶۳، ای نائوهیرا توسط خاندان ایماگاوا به اینوئو تسوراتاتسو در «قلعه هیکوما» حمله کرد تا وفاداری خود را به ایماگاوا ثابت کند. اوتازو نو کاتا از تنش بین ایماگاوا-ای-اینوئو باخبر شد و نائوهیرا را به ملاقاتی با همسرش دعوت کرد و برنامه‌ریزی کرد تا آن را ریشه کن کند تا ادعای شهرت در توتومی داشته باشد. در ۱۸ سپتامبر، اوتازو نو کاتا چای نائوهیرا را مسموم کرد و او به زودی درگذشت. مرگ او خشم خاندان ایماگاوا را برانگیخت و تسوراتاتسو محکوم به انجام هاراکیری شد.
در سال ۱۵۶۴ نینو چیکانوری، ملازم خاندان دوم خاندان ای، محاصره قلعه هیکوما را رهبری کرد، اوتازو برای دفاع از قلعه جنگید و چیکانوری کشته شد. اوتازو به خاطر خلق و خوی آتشین، حیله‌گری و سختگیری اش معروف بود. زمانی که شوهرش در ماه‌های بعد به خیانت متهم شد، در کنار او ایستاد. دستورهای او با کالیبر یک سامورایی ژنرال مطابقت داشت و خشم او در برابر نافرمانی کاملاً شناخته شده بود. در همان سال، ایماگاوا متوجه شد که خاندان اینوئو مخفیانه با توکوگاوا ایه‌یاسو در ارتباط است و به او حمله کردند. صلح برقرار شد، اما در سال ۱۵۶۵ توسط اوجیزانه ایماگاوا به ولایت سوروگا احضار شد و در آنجا ترور شد.
پس از مرگ تسوراتاتسو، به اوتازو دستور داده شد که از قلعه خارج شود، اما او در برابر دستور ترک قلعه هیکوما سرپیچی کرد و ارباب زن خاندان اینوئو شد. او از اینکه جنسیتش او را در عرصه سیاسی ضعیف می‌دانست، خشمگین بود، بنابراین دفاعیات قلعه را تقویت کرد و درخواستی برای فرار به خاندان تاکدا فرستاد.
در دسامبر ۱۵۶۸، توکوگاوا ایه‌یاسو «قلعه هیکوما» را محاصره کرد، گفته می‌شود که ای نائوتورا (نوه دختری آی نائوهیرا) برای انتقام گرفتن در محاصره شرکت کرد، اما احتمالاً این داستان مربوط به دوره ادو است. اوتازو بیش از ۳۰۰ سرباز و تعدادی از افراد را برای دفاع فرماندهی می‌کرد. پیام آوران ایه‌یاسو درخواست تسلیم مسالمت آمیز و وعده ای برای امنیت زنان و کودکان را تصویب کردند. اوتازو او را رد کرد و گفت:
زنانی که ممکن است داشته باشیم و سامورایی به دنیا آمده‌اند. هیچ‌کس که در اینجا زندگی می‌کند جرئت ندارد خانه خود را به دشمنش تسلیم کند.
در روز اول محاصره، ساکای تاداتسوگو و ایشیکاوا کازوماسا در برابر ارتش اوتازو شکست خوردند. ارتش ایه‌یاسو دوباره حمله کرد، با بیش از ۳۰۰ نفر، از قلعه دفاع شد. ایه‌یاسو دوباره به قلعه حمله کرد، اما سربازان قلعه مانع از آن شدند و با اسلحه‌های سنگین مورد اصابت قرار گرفتند. سربازان ایه‌یاسو ۳۰۰ نفر را کشتند و سربازان قلعه بیش از ۲۰۰ نفر را سلاخی کردند، اما ارتش ایه‌یاسو ارتش بزرگی بود و سقوط نکرد. در آخرین روز محاصره، اوتاتسو دروازه را باز کرد و زره پوشید و با ناگیناتا جنگید در حالی که ۱۸ زن مسلح او را همراهی می‌کردند. او در دروازه جلو جنگید و جان خود را در نبرد از دست داد. ایه‌یاسو برای ستایش از قهرمانی او به عنوان یک زن سامورایی، به یاد او گفت:
«هیچ مردی زنده نیست که بتواند مانند شما از عقاید خود به این سختی محافظت کند.»
بر اساس فولکلور ادو، اوتازو نو کاتا پس از مرگ با نام تسوباکی هیمه (椿姫، "Camellia Maiden") مرتبط شد، زیرا قبر او و خدمتکارانش با کاملیاهای ژاپنی (چای زینتی) شکوفا شد. گفته می‌شود که تسوکی‌یاما-دونو، همسر ایه‌یاسو، از آنها مراقبت می‌کرد و از اینکه هیچ کاملیای دیگری نمی‌توانست با زیبایی و درخشندگی گل‌های کاملیای اطراف قبر برابری کند، شگفت‌زده شد.